# Amelora belemnophora
Amelora belemnophora är en fjärilsart som beskrevs av Turner 1947. Amelora belemnophora ingår i släktet Amelora och familjen mätare. Inga underarter finns listade i Catalogue of Life.